# Sibylle Kos
Sibylle Kos (* 26. Februar 1960 in Wien) ist eine österreichische Schauspielerin.

## Leben
Von 1981 bis 1984 erhielt Sibylle Kos ihr künstlerisches Rüstzeug an der Schauspielschule Krauss. Stationen ihrer Theaterlaufbahn sind und waren unter anderem das Stadttheater Mödling und das Theater zum Fürchten.
Bereits während ihrer Ausbildung arbeitete Kos auch vor der Kamera. Sie spielte in einigen Tatort-Episoden und Serien wie Kommissar Rex und SOKO Wien. Im Kino sah man sie in den Filmen Stillleben von Sebastian Meise und Superwelt von Karl Markovics.
Sibylle Kos lebt in ihrer Geburtsstadt.

## Filmografie
- 1981: Artischocken
- 1983: Frontstadt
- 1985: André schafft sie alle
- 1985: Tatort: Nachtstreife
- 1986: Mino – Ein Junge zwischen den Fronten (Ep. #1.1)
- 1987: Mozart und Meisel – Hildes Lied
- 1988: Einstweilen wird es Mittag
- 1988: Borderline
- 1988: Die Arbeitersaga – Winter 1986
- 1989: Tatort: Geld für den Griechen
- 1990: Wenn das die Nachbarn wüßten – Man wohnt immer neben wem
- 1992: Kaisermühlen Blues (2 Folgen als Svetlana)
- 1996: Stockinger – Endstation Hallstatt
- 1997: Ein idealer Kandidat – Geld für den Koalabären
- 2000: Kommissar Rex – Tödliches Tarot
- 2015: SOKO Wien – Briefe einer Toten
- 2016: Tatort: Die Kunst des Krieges
- 2023: Blind ermittelt – Mord an der Donau (Fernsehreihe, Alternativtitel Tod an der Donau)
- 2024: Die Fälle der Gerti B. (Fernsehserie)
- 2024: Kopftuchmafia (Fernsehreihe)